# Conistra pallida
Conistra pallida är en fjärilsart som beskrevs av W. Warren 1911. Conistra pallida ingår i släktet Conistra och familjen nattflyn. Inga underarter finns listade i Catalogue of Life.